# Природно-заповідний фонд Шишацького району
Природно-заповідний фонд колишнього Шишацького району становив 10 об'єктів ПЗФ: 5 заказників, 4 пам'ятки природи та 1 заповідне урочище. З них 1 — загальнодержавного значення (ландшафтний заказник «Короленкова дача»). Загальна площа ПЗФ — 896,02 га.

## Об'єкти

### Заказники
| Назва об'єкта      | Тип, категорія               | Рік створення    | Площа (га) | Місцезнаходження                                         | Зображення |
| ------------------ | ---------------------------- | ---------------- | ---------- | -------------------------------------------------------- | ---------- |
| «Величківський»    | Заказник ландшафтний         | 1999             | 54,7       | с. Величкове                                             |            |
| «Воскобійницький»  | Заказник ботанічний          | 1999             | 52,4       | с. Величкове                                             |            |
| «Говтва»           | Заказник ландшафтний         | 1995; 1998; 1999 | 531,1      | між селами Легейди, Шафранівка, Тищенки, Маликівщина     |            |
| «Короленкова дача» | Заказник ландшафтний         | 1996; 2016       | 112,8      | села Малий Перевіз та Покровське, Шишацьке агролісництво |            |
| «Озерище»          | Заказник загальнозоологічний | 1993             | 55         | с. Федунка                                               |            |

### Пам'ятки природи
| Назва об'єкта      | Тип, категорія              | Рік створення | Площа (га) | Місцезнаходження                                                         | Зображення |
| ------------------ | --------------------------- | ------------- | ---------- | ------------------------------------------------------------------------ | ---------- |
| «Бутова Гора»      | Пам'ятка природи геологічна | 1969          | 5          | між смт Шишаки і с. Яреськи, Чапаївське лісництво, кв. 8 (вид. 7, 9, 10) |            |
| «Дуб черешчатий»   | Пам'ятка природи ботанічна  | 1979          | 0,02       | с. Яреськи, СПТУ № 56                                                    |            |
| «Лиса Гора»        | Пам'ятка природи геологічна | 1969          | 5          | с. Яреськи, Чапаївське лісництво, кв. 4                                  |            |
| «Урочище „Берези“» | Пам'ятка природи комплексна | 1995          | 5          | с. Федунка                                                               |            |

### Заповідне урочище
| Назва об'єкта | Тип, категорія    | Рік створення | Площа (га) | Місцезнаходження                       | Зображення |
| ------------- | ----------------- | ------------- | ---------- | -------------------------------------- | ---------- |
| «Стінка»      | Заповідне урочище | 1982          | 75         | с. Тищенки, Шишацьке лісництво, кв. 92 |            |